# Герлах II фон Изенбург-Аренфелс
Герлах II фон Изенбург-Аренфелс (на немски: Gerlach II von Isenburg-Arenfels; * ок. 1319; † 14 август 1371) е граф и господар на Изенбург-Аренфелс и на 1/3 от Нойенар.
Той е син на граф Дитрих I фон Изенбург-Гренцау и Бург Хершбах († 1334) и съпругата му Хедвиг фон Нойенар († сл. 1331), дъщеря на граф Вилхелм I фон Нойенар († сл. 1322) и Беатрикс фон Грайфенщайн (или за Хедвиг фон Изенбург († 1331), дъщеря на Салентин II фон Изенбург и Агнес фон Рункел).
Той умира през 1371 г. и е погребан в Кьолн.

## Фамилия
Герлах II се жени за Елизабет (Лиза) фон Браунсхорн († 15 ноември 1339), дъщеря на Йохан II фон Браунсхорн-Байлщайн († 1347) и Елизабет фон Долендорф (1339). Те имат децата:
- дъщеря († сл. 1329), омъжена за Херман III фон Хелфенщайн († 27 февруари 1354/15 ноември 1357)
- Маргарета († 16 август 1386), абатиса на Св. Урсула в Кьолн (1368 – 1380)
- Катарина († сл. 1353), канониса на „Св. Урсула“ в Кьолн (1341 – 1353)
- Дитрих II (III) фон Изенбург (* ок. 1343; † сл. 1343)
- Йохан II (III) фон Изенбург (* ок. 1343; † сл. 1348)

Герлах II се жени втори път сл. 15 ноември 1339 г. за графиня Демут фон Нойенар († сл. 1364), дъщеря на Йохан I фон Нойенар-Зафенберг († сл. 1334) и първата му съпруга Бонета фон Юден († сл. 1291). Те имат две дъщери:
- Аделхайд фон Изенбург († сл. 1401), омъжена пр. 6 май 1371 г. за Салентин V фон Изенбург († 1420)
- Лиза фон Изенбург-Аренфелс († сл. 30 ноември 1403), омъжена пр. 11 ноември 1362 г. за граф Вилхелм фон Изенбург-Вид († 1383)